# Beckstroms Gesetz
Beckstroms Gesetz (englisch: Beckstrom’s law) ist ein Modell, beziehungsweise Theorem, das in der Volkswirtschaftslehre Anwendung findet und auf Rod Beckstrom (* 1961) zurückgeht. Dem Theorem zugrunde liegt die Intention, eine Antwort auf die jahrzehntealte Frage nach dem Wert von Netzwerken zu finden. Zusammenfassend sagt das Theorem aus, dass der Wert eines Netzwerks gleich dem Nettowert der innerhalb des Netzwerks getätigten Transaktionen eines jeden Nutzers, summiert über die Anzahl aller Nutzer, entspricht. 
Gemäß Rod Beckstrom kann das Theorem verwendet werden, um den Wert eines jeglichen Netzwerkes zu messen, einschließlich sozialer Netzwerke, Selbsthilfegruppen oder auch des Internets als Gesamtkonstrukt. In dem neu eingeführten Modell erschließt sich der Wert eines Netzwerks durch eine Randbetrachtung aller vorgenommenen Transaktionen des Netzwerks und des daraus entstandenen zusätzlichen Nutzens für dessen Nutzer. 
Das Theorem nennt als eine Möglichkeit, den Nutzen des Netzwerks zu bestimmen, sich die Frage zu stellen, welche zusätzlichen Transaktionskosten oder -verluste auftreten würden, sollte das Netzwerk nicht weiter fortbestehen. Zur Veranschaulichung dessen wird der Vergleich zu einem Pizza-Lieferservice gezogen und dessen Nutzen für die Kunden thematisiert. In dem Fall, dass der besagte Pizza-Lieferservice nicht fortgeführt wird, nimmt der soziale Nutzen, der durch die Auslieferungen der Pizzen entsteht, ab, und die Kunden des Lieferservices müssen sich entweder einen anderen Service suchen oder aber hungrig verweilen.
Beckstroms Gesetz unterscheidet sich von anderen Theoremen, wie dem Metcalfeschen Gesetz, Reeds Gesetz und ähnlichen Theoremen, insofern, als der Wert des Netzwerks nicht ausschließlich auf der Größe des Netzwerks basiert, beziehungsweise im Fall von Metcalfes Gesetz auf einer weiteren Variablen.
Als entscheidenden Vorteil seines Theorems gegenüber Metcalfes Gesetz nennt Rod Beckstrom die Anwendbarkeit seines Theorems in Hinblick auf neue Gegebenheiten im Rahmen der Internetnutzung. Dies liegt insbesondere daran, dass Metcalfes Gesetz keine Verschlechterung des angebotenen Services aufgrund einer hohen Anzahl von Nutzern oder das Auftreten schädlicher Akteure, die Werte des Netzwerks rauben, berücksichtigt.

## Mathematisches Modell
Der Nettowert V eines Netzwerkes j für einen beliebigen Nutzer i ist gleich der Summe der Nettowerte der Nutzen aller Transaktionen abzüglich der Nettokosten aller Transaktionen des Netzwerkes innerhalb einer bestimmten Zeitperiode t, wie in der nachfolgenden Gleichung veranschaulicht. Der Wert des gesamten Netzwerks ist eine Zusammenfassung des Wertes aller Nutzer. Letztere sind  als die Individuen, beziehungsweise Einheiten, definiert, die Transaktionen mithilfe des Netzwerkes durchführen.
{\displaystyle \sum _{i=1}^{n}V_{i,j}=\sum _{i=1}^{n}\sum _{k=1}^{m}{\frac {B_{i,j,k}-C_{i,j,k}}{(1+r_{k})^{t_{k}}}}}

Mit:
{\displaystyle \sum V_{i,j}} = Wert des Netzwerks j für alle Nutzer  
Vi,j = Nettowert aller Transaktionen für Nutzer i in Bezug auf Netzwerk j, über jegliche Zeitperiode  
i = Kennung für einen Nutzer des Netzwerkes  
j = Kennung eines Netzwerks  
k = Kennung einer Transaktion  
Bi,j,k = der Wert von Transaktion k für Nutzer i in Bezug auf Netzwerk j
Ci,j,k = die Kosten von Transaktion k für Nutzer i in Bezug auf Netzwerk j
rk = der Zins-Diskontierungsfaktor bis zu Zeitpunkt k
tk = verstrichene Zeit in Jahren bis zu Transaktion k n = Anzahl der Nutzer  m = Anzahl der Transaktionen

## Anwendungsbereiche im Alltag
Beckstroms Gesetz vermittelt ein Verständnis dafür, wie Dynamiken innerhalb von Gruppen die Erfahrungen einzelner Individuen beeinflussen. Insofern Nutzer Services beanspruchen, denen die Finanzierung durch eine Gruppe von Individuen zugrunde liegt, trägt jedes Mitglied der Gruppe zur Bereitstellung der Services bei. Eine Zunahme an Mitgliedern der Gruppe bedeutet, dass mehr Individuen zur Finanzierung der bereitgestellten Services beitragen. Dementgegen steht, dass die erhöhte Anzahl an Akteuren jedoch auch zu Verzögerungen und einer Verschlechterung bei der Bereitstellung der Services für die Gruppe führen kann. Beispielsweise nimmt der Umsatz eines Golfclubs durch die Aufnahme weiterer Mitglieder zu, jedoch kann die erhöhte Anzahl von Mitgliedern gleichzeitig zu einer Überfüllung der Golfplätze führen und Verzögerungen der gewöhnlichen Abläufe verursachen. Dies wirkt sich negativ auf die Erfahrung des Individuums auf dem Golfplatz aus. Anhand des von Beckstrom entwickelten Modells, ließe sich nun feststellen bis zu welchem Punkt zusätzliche Mitglieder den Gesamtnutzen des Golfclubs anheben, beziehungsweise ab welcher Mitgliederanzahl ein weiteres Mitglied einen negativen Effekt auf den Nutzen der gesamten Gruppe hat.